# Scott Fellows
Pour les articles homonymes, voir Fellows.
Scott Fellows né le 28 septembre 1965 à Newtown, est un réalisateur, scénariste et producteur de télévision américain. Il est marié avec la productrice et responsable de production Michelle Fellows.
Il est principalement connu pour la création de sitcoms pour Nickelodeon comme Big Time Rush ou Ned ou Comment survivre aux études ainsi que pour les séries animées Johnny Test et Supernoobs. Il est également scénariste de la série Mes parrains sont magiques.
Entre 2018 et 2019, il est co-créateur, scénariste et producteur exécutif de la série Les Aventures de Rocky et Bullwinkle diffusé par Prime Video. 

## Différents avec Nickelodeon
En février 2023, l'acteur Devon Werkheiser affirme via un podcast YouTube avoir présenté une idée d'un reboot de la série Ned ou Comment survivre aux études avec Scott Fellows auprès de Nickelodeon. Selon lui, l'offre aurait été refusée par préférence de Nickelodeon pour les séries de Dan Schneider au détriment des propositions de Scott Fellows - comme en témoignerait la préparation des reboots des séries de Schneider Icarly et Zoé à la même période.
En réalité, les productions Nickelodeon auraient déjà éloigné Fellows de ses projets dès 2018, prétextant une mauvaise conduite de sa part.

## Filmographie

### En tant que scénariste
- 1994 : Weinerville (en), 10 épisodes
- 1994 : U to U (en), 1 épisode
- 1994 : The Weinerville Chanukah Special
- 1996 : The Weinerville New Year's Special: Lost in the Big Apple
- 1996-1997 : Les nouvelles aventures de Doug (Brand Spanking New! Doug), 3 épisodes
- 1998 : The 1998 Annual Kids' Choice Awards
- 1998 : Figure is out, 3 épisodes
- 1998-2000 : KaBlam! (en), 5 épisodes
- 1999 : Nickelodeon Kids' Choice Awards '99
- 2000 : All That, 2 épisodes
- 2002 : La Double Vie d'Eddie Mac Dowd (100 Deeds for Eddie McDowd), 1 épisode
- 2002-2009 : Mes parrains sont magiques, 37 épisodes
- 2004-2005 : Sourire d'enfer, 20 épisodes
- 2004-2007 : Ned ou Comment survivre aux études, 54 épisodes
- 2004-2007 : Allie Singer, 41 épisodes
- 2005-2007 : Doodlesbops, 65 épisodes
- 2005-2008 : Zoé, 61 épisodes
- 2005-2014 : Johnny Test, 117 épisodes
- 2006 : Zoé : épisode Spring Break-Up
- 2006-2013 : Manny et ses outils, 114 épisodes
- 2008-2013 : Imagination Movers (en), 68 épisodes
- 2009-2010 : Joue avec Jess, 52 épisodes
- 2009-2013 : Big Time Rush, 72 épisodes
- 2010 : T.U.F.F. Puppy, 3 épisodes
- 2010 : Doodlebops Rockin' Road Show, 24 épisodes
- 2011 : Mes parrains sont magiques, le film: Grandis, Timmy !
- 2012 : Big Time Movie
- 2012-2013 : Aaaah! - Das Achterbahnquiz, 69 épisodes
- 2014-2016 : 100 choses à faire avant le lycée, 25 épisodes
- 2015-2019 : Supernoobs, 78 épisodes
- 2018 : Les Aventures de Rocky et Bullwinkle, 1 épisode
- 2021 : Johnny Test's Ultimate Meatloaf Quest
- 2021-2022 : Johnny Test (Reboot), 31 épisodes

### En tant que producteur/producteur exécutif
- 2002 : CBS and VH1 Grammy Countdown
- 2004-2005 : Sourire d'enfer, 20 épisodes
- 2004-2007 : Allie Singer, 41 épisodes
- 2004-2007 : Ned ou Comment survivre aux études, 55 épisodes
- 2004-2008 : Les Héros d'Higglyville, 58 épisodes
- 2005-2014 : Johnny Test, 117 épisodes
- 2005-2008 : Zoé, 61 épisodes
- 2006-2013 : Manny et ses outils, 114 épisodes
- 2007-2013 : Imagination Movers, 68 épisodes
- 2008-2009 : Mes parrains sont magiques, 16 épisodes
- 2009-2010 : Guess with Jess, 52 épisodes
- 2009-2013 : Big Time Rush, 73 épisodes
- 2012 : Big Time Movie
- 2013-2017 : Shérif Callie au Far West, 46 épisodes
- 2014-2016 : 100 choses à faire avant le lycée, 24 épisodes
- 2015-2018 : Supernoobs, 49 épisodes
- 2018-2019 : Les Aventures de Rocky et Bullwinkle,  26 épisodes
- 2020 : Lake HousLottery
- 2021-2022 : Johnny Test (reboot), 30 épisodes